# 小池政恩
小池 政恩（こいけ せいおん、1899年4月18日 - 1963年12月20日）は、日蓮宗僧侶、衆議院議員（1期）。息子は三島市長の小池政臣、孫は衆議院議員の小池政就。

## 来歴・人物
静岡県出身。1929年法政大学文学部英法科を卒業後、日蓮宗布教院で教学を学ぶ。沼津市の住本寺住職、三島市猛通寺住職、宗会議員を歴任した後に本山玉沢妙法華寺貫首に晋山。三島高等実科女学校で教鞭も執った。宗教活動のほか社会福祉活動にも力を注ぎ、境内に老人福祉施設「玉沢昭寿園」を作った。1959年、社会福祉法人静岡恵明学園の理事長に就任。
政治家としては第22回衆議院議員総選挙に日本自由党から静岡県選挙区で立候補し当選した。